# Villa Broom

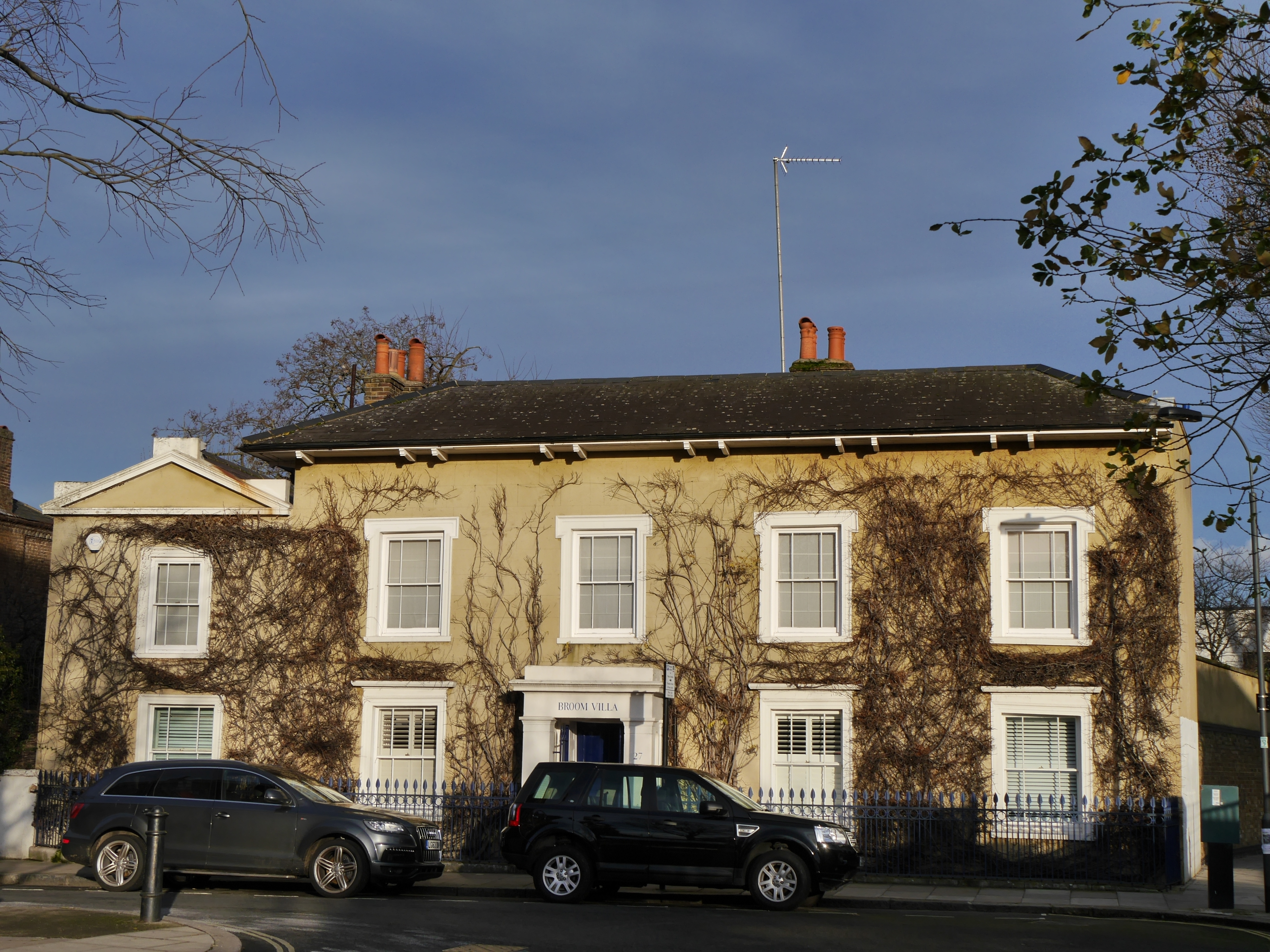
Broom Villa, Fulham, 2014

A Villa Broom é um edifício listado com o Grau II em 27 Broomhouse Road, Fulham, em Londres. Foi construída no início do século XIX.